# Down for Life
Down for Life es el álbum debut del grupo D4L. El álbum fue lanzado el 8 de noviembre de 2005 por el sello discográfico de Mike Jones, Ice Age Entertainment. El álbum debutó en el lugar número 22 en Estados Unidos, vendiendo cerca de 40 mil copias en su primera semana. 

## Canciones
1. Bankhead – 3:59
2. Laffy Taffy – 3:44
3. What Can U Do – 3:22
4. Stuntman – 3:33
5. Do It Like Me Baby – 3:29
6. Front Street – 3:30
7. Scotty – 4:08
8. Betcha Can't Do It Like Me – 3:41
9. I'm Da Man – 4:07
10. Diggin' Me – 4:53
11. Get Real Low – 3:53
12. Make It Rain Featuring Too $hort, Kool Ace & Sweets – 4:40
13. Shittin' Me – 5:14
14. Game Owe Me Featuring Kool Ace – 4:02

- Datos: Q1984046